# Diocesi di Corada
La diocesi di Corada (in latino Dioecesis Coradena) è una sede soppressa e sede titolare della Chiesa cattolica.

## Storia
Corada, nell'odierna Siria, è un'antica sede vescovile della provincia romana di Fenicia Seconda nella diocesi civile d'Oriente. Faceva parte del patriarcato di Antiochia ed era suffraganea dell'arcidiocesi di Damasco, come attestato da una Notitia episcopatuum del VI secolo.
Sono noti solo due vescovi di questa antica diocesi. Pietro era assente al concilio di Calcedonia (451), ma al suo posto firmò gli atti il metropolita Teodoro di Damasco; lo stesso Pietro sottoscrisse nel 458 la lettera dei vescovi della Fenicia Seconda all'imperatore Leone in seguito all'uccisione del patriarca alessandrino Proterio. Il vescovo Teodoro assistette al concilio di Costantinopoli del 553.
Dal XVIII secolo Corada è annoverata tra le sedi vescovili titolari della Chiesa cattolica; la sede è vacante dal 12 novembre 1994.

## Cronotassi

### Vescovi greci
- Pietro † (prima del 451 - dopo il 458)
- Teodoro † (menzionato nel 553)

### Vescovi titolari
- Giovanni Ghirardi † (20 marzo 1726 - 20 marzo 1726 nominato vescovo di Montemarano)
- Gaetano de Paoli † (9 luglio 1726 - prima del 24 novembre 1744 deceduto)
- Johann Adam Buckel † (9 marzo 1745 - prima del 19 ottobre 1771 deceduto)
- Jean-Didier de Saint Martin, M.E.P. † (15 gennaio 1782 - 15 novembre 1801 deceduto)
- Pierre Trenchant, M.E.P. † (1802 - 18 aprile 1806 deceduto)
- José Elías Puyana † (28 settembre 1849 - 15 aprile 1859 nominato vescovo di Pasto)
- Francisco de la Concepción Ramírez y González, O.F.M. † (23 luglio 1861 - 18 luglio 1869 deceduto)
- John Leonard † (1º ottobre 1872 - 19 febbraio 1908 deceduto)[5]
- Augustinus Frotz † (7 agosto 1962 - 12 novembre 1994 deceduto)